# Armadillidium lanzai
Armadillidium lanzai är en kräftdjursart som beskrevs av Stefano Taiti och Franco Ferrara 1996. Armadillidium lanzai ingår i släktet Armadillidium och familjen klotgråsuggor. Inga underarter finns listade i Catalogue of Life.